# Great Western and Uxbridge Railway
Die Great Western and Uxbridge Railway war eine britische Eisenbahngesellschaft in Middlesex in England. 
Die Gesellschaft erhielt am 16. Juli 1846 die Konzession zum Bau einer Bahnstrecke von West Drayton nach Uxbridge im Norden. Bereits am 22. Juli 1847 wurde die Gesellschaft von der Great Western Railway übernommen. Die in der Breitspur von 2140 mm errichtete Strecke wurde am 8. September 1856 eröffnet. 1871 erfolgte der Umbau auf Normalspur und 1880 wurde ein zweites Gleis verlegt.
Der Personenverkehr wurde am 10. September 1964 und der Güterverkehr am 13. Juli 1964 eingestellt.